# 中谷彩伽
中谷 彩伽（なかや あやか、1997年11月9日 - ）は、日本のタレント、モデル、女優。
神奈川県出身。

## 経歴
2017年、マイナビバイトweb広告(ほぼプロチャレンジ)に出演。8月より10月に行われた雑誌『non-no』カワイイ選抜オーディションでnon-no専属読者モデルに選出。10月よりアナウンサー事務所圭三プロダクション第30期圭三塾生として所属。
2018年、8月25日にZeppNambaで開催された「スタースカウト総選挙」で審査員特別賞を受賞。10月に開催されたミス共立女子〜桜姫〜コンテスト2018でグランプリを受賞。更にスマ留賞、florlonlon賞も受賞。
2019年、全国のミスキャンパスの頂点を決める日本最大級のミスコンテスト、Miss of Miss Campus Queen Contest2019で審査員特別賞を受賞。10月、海上自衛隊多用途支援艦「えんしゅう」の一日艦長、掃海艦「ひらど」の一日艦長を務めた。また同月にはミス日本コンテスト2020ファイナリストに選ばれる。

## 人物
- 特技は原稿読み、料理、茶道。[1]。
- 趣味は食品サンプル作り、一眼レフカメラ、美術館巡り、ミスコン。[1]。
- 資格はサービス接遇実務検定1級を保有[6]。
- 高校時代、グローバルサイエンスキャンパスの研究員として東京理科大学で数学の研究[7][8]。

## 出演

### テレビ
- 全力坂 （テレビ朝日、2019年7月9日・11日）
- CDTV （TBS、2019年8月17日・24日・31日）
- 坂上&指原のつぶれない店 （TBS、2020年2月2日）
- 最高のオバハン 中島ハルコ （フジテレビ、2021年4月10日-5月29日）-山田祐実役

### CM・広告
- マイナビバイト「ほぼプロチャレンジ 」（2017年3月 -2018年3月）
- ワコール（2019年）-主演
- トヨタ（2019年）-主演・ナレーション
- モンスターハンターワールドアイスボーン（2019年）
- ASOBIBA（2020年-）-主演
- 荒野行動（2020年）
- 内閣府 政府広報 コロナ対策CM「私たちで未来を守ろう」篇（2021年6月-）-サブキャスト
- 音声SNS Wacha（2021年6月-）-キービジュアルモデル

### インターネットテレビ
- AbemaTV 「リアルカイジGP」（2018年4月 -6月）

### ファッションショー
- 神戸コレクション The New Reality（ザ・ニュー・リアリティ)(2020年10月18日）-ランウェイモデル
- 神戸コレクション -Color Your Life-(2021年6月19日）-ランウェイモデル

### 書籍
- non-no（集英社、2017年 - ）-専属読者モデル
- 小鼻をはさんでスラリ見せ 美しく鼻を整えるクリップ-Raplip-（主婦の友社、2021年 - )メインモデル

### イメージキャラクター・大使
- 防衛省自衛隊広報支援(2018年 - ）
- 横須賀市観光協会　横須賀キャンペーン隊(2019年）
- ドン・キホーテ道頓堀店　大観覧車えびすタワー　イメージキャラクター（2020年  ）
- サバイバルゲームフィールド　ASOBIBA 公式イメージガール（2020年 - ）
- ABCクッキングスタジオ　オフィシャルABCブランドアンバサダー（2021年 - ）
- TSURUGI日本アンバサダー（2021年 - ）

## コンテスト
- 第16回神奈川大学全国高校生俳句大賞入選[9]
- スタースカウト総選挙2018 審査員特別賞
- ミス共立女子2018 グランプリ、スマ留賞、florlonlon賞、の3冠受賞[1]
- Miss of Miss Campus Queen Contest2019 審査員特別賞[3]
- 第52回ミス日本コンテスト2020ファイナリスト[5]